# Azure Sphere
Azure Sphere — операционная система на базе ядра Linux, созданная Microsoft для IoT-приложений. Microsoft впервые выпустила операционную систему, которая основывалась на ядре Linux, и вторую операционную систему, которая основывалась на Unix-подобной операционной системе, разработанной компанией Xenix. Однако компания имеет невыпущенные дистрибутивы Linux.
Linux был выбран из-за безопасности, а также для быстроты.
Первым поддерживаемым процессором является MediaTek MT3620 на базе ARM.